# Basque Dub Foundation
BDF – Basque Dub Foundation es un proyecto musical de reggae creado en Londres.

## Historia
BDF ( Basque Dub Foundation), empezó a principios de los años 90, como un proyecto de estudio liderado por Iñaki Yarritu ( 'Inyaki' ), músico y productor vasco afincado en Londres desde los años 80.
Pionero activista y coleccionista de Reggae desde finales de los 70, quien hasta entonces había estado activo en la promoción del Reggae como DJ de radio, promotor y periodista.
BDF nació como una inquietud personal por producir Reggae con el auténtico sonido jamaicano que tanto le habían inspirado. Reggae desde lo más profundo, ritmo genuino sin concesiones comerciales a la galería y a años luz de los lugares comunes y los tópicos estéticos veraniegos asociados a bastantes de las formaciones de reggae y derivados.
Las primeras actuaciones de BDF fueron como Sound System durante los años 90. Siendo pioneros en la elaboración de Dubplates y producciones exclusivas.

## Debut
Tras varias maquetas y Dubplates exclusivos para Sound Systems londinenses en 1997 se editó el primer álbum de BDF, "Sustraidun Roots dub" ( Massive Sounds records) . Este debut supuso un hito sin precedentes en el panorama musical nacional. Por primera vez al sur de los Pirineos
alguien lograba reproducir con solvencia el espíritu del influyente Dub de los 70 incorporando la sensibilidad de la era digital de los 90. Era también la primera vez que un álbum de Reggae
nacional era reconocido con excelentes críticas y respetables ventas en países como Gran Bretaña, Alemania, Francia o EE.UU. Convirtiéndose en un álbum de culto en la escena del Dub.
Este álbum influido por el entonces Nuevo Dub digital de artistas británicos como: Manaseh, Dub Judah, Disciples, Conscious Sounds y los dubmasters originales de Londres: Dennis Bovell, Mad Professor, On U Sounds (Adrian Sherwood). Pero también se incluían instrumentales influidos por Augustus Pablo o Jackie Mittoo, más orgánicos, usando instrumentos “reales”. La mayoría de los temas del primer álbum eran originales, aparte de algunas versiones de clásicos del Roots Reggae: "Satta Amassagana" de Abyssinians, "Fade Away" de Junior Byles, "Cassava Piece" de Augustus Pablo y un par de adaptaciones Dub de temas de artistas vascos como Benito Lertxundi o Oskorri. En este álbum participaban artistas de Dub de Londres como Mad Professor, Dub Judah o Dougie Wardrop de Concious Sounds” .

## Evolución
Hasta entonces BDF era un proyecto personal de Iñaki en el que colaboraba con diversos músicos jamaicanos de la escena Reggae londinense (curiosamente fue a un músico jamaicano a quien se le ocurrió el nombre de Basque Dub! ).
Las actuaciones en directo de BDF eran al estilo sound system (pinchando discos, dubplates y con vocalistas por encima). 

## Giras
Tras varias giras nacionales ( las primeras sesiones de Dub en España) junto Mad Professor. BDF se convirtió también en una banda de directo. Una formación que reflejaba las experiencias musicales de Iñaki (como miembro de varias bandas de Reggae de Londres) reclutando músicos de la naciente escena nacional junto a experimentados / prestigiosos músicos de la escena reggae / dub londinense (músicos que han trabajado con leyendas como: Ijahman, Culture, Abyssinians, Augustus Pablo, Lee Perry, Ken Boothe, Johnnie Clarke, Jah Shaka, Jackie Mittoo, Twinkle brothers, John Holt.
Las actuaciones en directo de BDF han dado un nuevo prestigio al proyecto, siendo capaces de reproducir en vivo las hipnóticas vibraciones del Reggae más enraizado y del narcótico Dub
jamaicano... B D F se ha presentado en directo en algunos de los principales festivales europeos (Glastonbury, Rototom, Chiemsee, Essential ) compartiendo escenario con leyendas de la música popular
jamaicana como Burning Spear, Culture, Luciano, Morgan Heritage, o unos Wailers a los que lograron robar protagonismo en su gira estatal del 2001.

## Segundo Álbum
En el 2002 BDF publica su segundo álbum: "BDF meets Loud & Lone",
resultado, como su nombre indica, de la colaboración con Loud & Lone ( Roberto Sánchez y Borja Juanco ). Un álbum vocal a lo "Showcase Style" (tema vocal acompañado de la versión dub).
Grabado entre A-Lone Muzik Studio ( el estudio de Loud&Lone en Santander ) y Conscious Sounds de Londres. "BDF meets Loud & Lone" supone la culminación de muchos años de dedicación a los sonidos jamaicanos, ofreciendo genuino Roots Reggae y Dub producido a la vieja usanza: con instrumentos "reales", sonido "sucio", dubs rugosos donde el bajo y la batería dominan las mezclas, ecos y delays saturando al límite, rebozando todo los instrumentos pero compensados por armonías vocales al estilo de los grandes tríos vocales jamaicanos.
Un tributo velado y la vez sincero a los artistas y productores que les
han influido: las cadencias místicas de Augustus Pablo y Yabby U, la
contundencia rítmica militante de Revolutionaries (de Sly & Robbie)
y Roots Radics, la perenne herencia de las bases rítmicas clásicas de
Studio One y el Rock Steady, el mensaje concienciado envuelto en
sublimes armonías vocales souleras de los grandes trios vocales jamaicanos,
la combinación de todos estos elementos recreada por las bandas de
Reggae británicas y por supuesto la nunca suficientemente
reconocida labor de pioneros del Dub como King Tubby, Prince Jammy, Scientist, Lee Perry.

## Últimos años
En los últimos años BDF ha intensificado su actividad tanto en directo como en estudio. Actuando como banda por toda Europa y actuando como Backing Band ( banda de acompañamiento ) de estrellas de la música jamaicana como Alton Ellis, Heptones, Earl Sixteen, Anthony Johnson, U Brown, Kenny Knots, Aisha, Dub Judah, Tena Stelin, Jah Marnyah and Afrikan Simba..

### En el estudio
Pero donde BDF ha dado su mayor salto cualitativo ha sido en el estudio, donde Iñaki Yarritu sigue poniendo su sello como productor y multi-instrumentista, grabando y produciendo a leyendas como
Alton Ellis, David Hinds (Steel Pulse ), Luciano, Mikal Rose, Sugar Minnot, Gregory Isaacs, Al Campbell, Admiral Tibbet, Little Roy, Ranking Joe, Johnny Osborne, Ernest Wilson, Wayne Smith, Hopeton James, Zareb, Dawn Penn, Chronicle, U Brown, Queen Omega, Lone Ranger, General Levy, Carlton Livingstone, Eddie Fitzroy, Pinchers y una nueva generación de artistas europeos como Original Uman, Roberto Sánchez, Rootsamala, Little Dani, Tiwony, etc.......editando por ahora 7 series de singles 7” sobre ritmos clásicos regrabados por BDF y editados por el sello francés Heartical..
Estos singles han dado una reputación enorme a BDF en la escena Reggae internacional registrando importantes ventas y llegando algunas de ellas (Luciano y Anthony Johnson) a entrar en las listas de Reggae de Alemania, EE. UU. y Londres...
Se han editado por ahora 50 singles ya sobre varios Riddims: “Ministerio Del Dub”, Fade Away”, “Real Rock”, “Promised land”,
“I Know Myself”, “ Slaving ” y “Tonite”..
Este año se acaba de editar el tercer álbum de B D F : "Roots Melodies".
Edición en vinilo EP con 8 temas al estilo showcase instrumental ( 4 instrumentales + 4 versiones dub). Una vuelta a las raíces instrumentales y Dub de BDF. Siguiendo la tradición clásica de los grandes teclistas de los años 70 como Jackie Mittoo / Augustus Pablo / Ansel Collins / Pablove Black / Winston Wright / los Hermanos Butler y muchos más instrumentistas Reggae que aparecen en cientos de caras B...
Producciones a la vieja escuela con instrumentos reales: el órgano Hammond, Rhodes, piano, guitarra, bajo, batería, percusión, etc. La composición y la producción corre a cargo del fundador de BDF, Iñaki Yarritu, quien se encarga de los teclados y también toca el bajo, batería, percusión...
Editado por el sello Massive Sounds Records (que ya sacara el primer álbum en 1997). Con colaboraciones de músicos históricos como Sly Dunbar, Style Scott o Wire de los Wailers.
Y también se acaban de editar 3 vinilos 12" con producciones de BDF: "Lightning & Thunder" ( una versión del clásico de Augustus Pablo) para el sello ONE IN THE SPIRIT y "Faith (Dreadful Time)", "Famine" and "Rasta Calling". Con los cantantes londinenses Nattykaf y Nereus Joseph, para la disquera Kaf Island, y muy recientemente el 12" "Forward To Jah" de Rootsamala.